# Katastrofa lotu Lion Air 610
Katastrofa lotu Lion Air 610 – wypadek lotniczy samolotu Boeing 737 8 MAX, należącego do linii Lion Air, do którego doszło 29 października 2018 na Morzu Jawajskim. Na pokładzie było 181 pasażerów i 8 członków załogi. To drugi pod względem liczby ofiar wypadek lotniczy w Indonezji (w katastrofie lotu Garuda Indonesia 152 zginęło o 45 osób więcej) oraz najgorszy wypadek samolotu Boeing 737.

## Samolot
| Typ:                 | Boeing 737 8 MAX              |
| Pierwszy lot:        | 30 lipca 2018                 |
| Silniki:             | 2 x CFM International LEAP-1B |
| Numer rejestracyjny: | PK-LQP                        |
| Numer seryjny        | 43000                         |

- Źródło[2].

## Przebieg lotu
Samolot Boeing 737 Max należący do linii lotniczych Lion Air wystartował z Dżakarty o godzinie 6:20 rano i miał odbyć lot rejsowy do Pangkal Pinang. O godzinie około 6:33 runął do morza na północny wschód od Dżakarty. Według urzędnika biura poszukiwawczo-ratowniczego w Pangkal Pinang załoga samolotu zażądała zezwolenia na powrót na lotnisko w Dżakarcie kilkanaście minut po starcie.

## Pasażerowie i załoga
Feralnego dnia kapitanem samolotu był Bhavye Suneja, a drugim pilotem Harvino. Obaj byli doświadczonymi pilotami – kapitan, pochodzący z Indii, miał wylatane 6000 godzin, a drugi pilot, pochodzący z Indonezji, 5000 godzin. Wśród pasażerów znajdowało się 20 pracowników indonezyjskiego Ministerstwa Finansów. Wśród ofiar wypadku był także włoski kolarz Andrea Manfredi, były zawodnik zespołów Nankang–Dynatek i Bardiani-CSF.
| Kraj      | Pasażerowie | Załoga | Razem |
| --------- | ----------- | ------ | ----- |
| Indonezja | 180         | 7      | 187   |
| Indie     | –           | 1      | 1     |
| Włochy    | 1           | –      | 1     |
| Razem     | 181         | 8      | 189   |